# Connie
Connie er et pigenavn.
I Danmark er det på listen over godkendte pigenavne.
Der er flere nærtbeslægtede pigenavne: Coni, Conii, Conja, Conni og Connii.
Navnet "Conny" kan benyttes som både pige og drengenavn i Danmark.
En "Alle børnene"-vittighed knytter sig til navnet: "Alle børnene spiste hestebøf, undtagen Connie. Det var hendes pony".

## Kendte personer med navnet
- Connie Hedegaard
- Connie Nielsen